# 왓챠 프리마지!의 에피소드 목록
왓챠 프리마지!의 에피소드 목록이다.

## 방영 목록
| 회차       | 제목                                         | 방송 일자        | 비고, 사유 |
| ---------- | -------------------------------------------- | ---------------- | --- |
| 1화        | 우리 같이 프리매직 하자!                     | 2022년 10월 17일 | |
| 2화        | 해보자! 축제 스테이지                        | 2022년 10월 24일 | |
| 3화        | 멋쟁이 선배님! 한나 등장이잖아?              | 2022년 11월 7일  | 이태원 참사 및 국가에도기간 선포 및 뉴스 특보 편성으로 인해 결방되어 11월 7일 월요일로 연기 됨                                      |
| 4화        | 콤비 해산? 너무 빠르다고~                    | 2022년 11월 21일 | 방송사의 사정으로 인해 결방되어 11월 21일 월요일로 연기 됨                                                                          |
| 5화        | 여기 봐봐! 귀여운 귀여운 밀키라오 (하트)     | 2022년 11월 28일 | |
| 6화        | 어둠의 프리매직 스타~? 레몬이 나타나다!      | 2022년 12월 5일  | |
| 7화        | 고양이와 함께 유쾌☆ 상쾌☆ 마법 세계!         | 2022년 12월 12일 | |
| 8화        | 한나 선배의 특훈! 큰일이야 진짜 큰일났어!    | 2022년 12월 19일 | |
| 9화        | 진정한 깨달음! 레몬 강림하다!!               | 2022년 12월 26일 | |
| 10화       | 프리매직이 최고야! 열정 가득 동호회!!        | 2023년 1월 2일   | 2023년 새해 첫날 |
| 11화       | 날아라 한나! 고독을 뛰어넘어라!              | 2023년 1월 9일   | |
| 12화       | 나나 vs 한나 피닉스는 누구에게 미소 지을까?  | 2023년 1월 16일  | |
| 13화       | 와츄 매직 워드                               | 2023년 1월 30일  | 방송사의 설날 특집 편성으로 인해 결방되어 1월 30일 월요일로 연기 됨                                                                 |
| 14화       | 강렬하게 신비하게 아름답게 ~레이의 프리매직~ | 2023년 2월 6일   | |
| 15화       | 더는 안 돼! 합숙 따위 못 해먹겠어!           | 2023년 2월 13일  | |
| 16화       | 토마의 "매직" 휴이의 "매직                   | 2023년 2월 20일  | |
| 17화       | 치무무, 신세 많이 졌습니다 치무...           | 2023년 2월 27일  | |
| 18화       | 레이의 마음, 비밀의 정원                     | 2023년 3월 6일   | |
| 19화       | 다 함께! 또 간 것이냐☆ 마법 세계!            | 2023년 3월 13일  | |
| 20화       | 전무후무한! 밀키의 약삭빠른 재판이다오!      | 2023년 3월 20일  | |
| 21화       | 아이 엠 제니퍼!                              | 2023년 3월 27일  | |
| 22화       | 깜짝 특집 방송 올~레!                        | 2023년 4월 3일   | |
| 23화       | 최후의 시련 다 함께 센터!                    | 2023년 4월 10일  | |
| 24화       | 가자 엑시비션! 5명의 매직                    | 2023년 4월 17일  | |
| 25화       | 검증 데이터 File 오로라 등장                 | 2023년 4월 24일  | |
| 26화       | 오로라의 나나 할아버지 연구 백과             | 2023년 5월 1일   | |
| 27화       | 이어져가는 운명                              | 2023년 5월 8일   | |
| 28화       | 너는 나의 소중한 사람! 우리들의 매직!        | 2023년 5월 15일  | |
| 29화       | 누구랑 할래? feeling 듀오 대회               | 2023년 5월 22일  | |
| 30화       | 안 비서와의 만남                             | 2023년 6월 5일   | 방송사의 사정으로 인해 6월 5일 월요일로 연기 됨                                                                                     |
| 31화       | 매직? 테크놀로지? 드디어 듀오 프리매직!      | 2023년 6월 12일  | |
| 32화       | 단 하나의 꽃 레이의 진심                     | 2023년 6월 26일  | 방송사의 사정으로 인해 6월 26일 월요일로 연기 됨                                                                                    |
| 33화       | 태양을 노리는 자들                           | 2023년 7월 3일   | |
| 34화       | 나만의 비비드 스타                           | 2023년 7월 10일  | |
| 35화       | 춤춰라! 한나와 레이의 듀오!                  | 2023년 7월 17일  | |
| 36화       | 잘 있어 레몬! 떠나가는 캐론                  | 2023년 7월 24일  | |
| 37화       | 괜찮을까?! 밀키와 레몬의 데이트              | 2023년 7월 31일  | |
| 38화       | 모두 주목! 이게 우리 듀오라오!               | 2023년 8월 7일   | |
| 39화       | 최고를 꿈꾸는 오메가 사장                    | 2023년 8월 14일  | |
| 40화       | 넌 나의 태양                                 | 2023년 8월 21일  | |
| 41화       | 프리매직 진짜 끝나는 거야?!                  | 2023년 8월 28일  | |
| 42화       | 레몬과 진심의 사이                           | 2023년 9월 4일   | |
| 43화       | 이기고 싶어! 전해져라, 나의 진심             | 2023년 9월 11일  | |
| 44화       | 밀키 드림♡ 드셔보라오 (빼꼼)                 | 2023년 9월 18일  | |
| 45화       | 과학의 길, 오로라의 길                       | 2023년 10월 16일 | 아시안게임 중계방송, 한글날 특집 방송 편성으로 인해 9월 25일부터 10월 9일 월요일(한글날)까지 3주간 결방으로 10월 16일 월요일로 연기 |
| 46화       | 선배님에게 전하는 진심의 무대                | 2023년 10월 23일 | |
| 47화       | 진짜야? 눈앞까지 다가온 페스티벌!            | 2023년 10월 30일 | |
| 48화       | 개막! 유포리아 전설                          | 2023년 11월 6일  | |
| 49화       | 마나마나 매지컬 츄피                         | 2023년 11월 13일 | |
| 50화       | 네가 나에게 건 마법                          | 2023년 11월 20일 | |
| 최종화(51) | 모두 다 같이 프리매직 하자!                  | 2023년 11월 27일 | 최종화 |